# Wembley Championships 1981
Il Wembley Championships 1981 è stato un torneo di tennis giocato sul sintetico indoor della Wembley Arena di Londra in Inghilterra. È stata la 33ª edizione del torneo che fa parte del Volvo Grand Prix 1981. Il torneo si è giocato dal 9 al 15 novembre 1981.

## Campioni

### Singolare maschile
Jimmy Connors ha battuto in finale  John McEnroe con il punteggio di 3–6, 2–6, 6–3, 6–4, 6–2

### Doppio maschile
Sherwood Stewart /  Ferdi Taygan hanno battuto in finale  Peter Fleming /  John McEnroe con il punteggio di 7–5, 6–7, 6–4